# Bisceglie
Bisceglie (latinski: Vigiliae)  je grad i biskupsko središte u talijanskoj pokrajini Barletta-Andria-Trani u regiji Apulija od 54 877 stanovnika (2011.).

## Zemljopisne karakteristike
Bisceglie leži na obali Jadranskog mora, udaljen oko 190 km jugoistočno od najvećeg grada Južne Italije Napulja,i 34,5 km od regionalnog centra Barija.

## Povijest
Za antičkog Rima naselje se zvalo Vigiliae, po stražarskom tornju za nadgledanje obale.
Grad su zauzeli Normani, u 11. st. u i služio im je kao prijestolnica istoimene grofovije.
Nakon što je izmijenio nekoliko feudalnih vladara grad je postao samostalna komuna.
Od 1532. Bisceglie je dio Napuljskog Kraljevstva, a od 1861. Kraljevine Italije.

## Znamenitosti
Najveća znamenitost grada je zamak (Castello di Bisceglie) koji su izgradili njemački Hohenstaufeni na mjestu starije normanske utvrde, koju su kasnije dogradili Anžuvinci.
Bisceglie ima puno građevina apulijske romanike iz 11. – 11. st. a, kao što su katedrala San Pietro Apostolo i crkva Santa Margherita, uz to ima i nekoliko renesansnih (Palazzo Tupputi) i baroknih palača.

## Gospodarstvo
Bisceglie je grad vezan uz more, značajna je ribarska luka i turistička destinacija u ljetnim mjesecima. Uz to njegovi se stanovnici bave maslinarstvom i vinogradarstvom.
Od Bisceglie je industrije grad ima tvornicu namještaja.

## Gradovi prijatelji
| - Italija, San Pancrazio Salentino - Al Fuheis - ,Khan Younis | - Sirija, Tartus - Poljska, Kalwaria Zebrzydowska |

## Vanjske poveznice
- Službene stranice grada[neaktivna poveznica] (tal.)
- Bisceglie na portalu Encyclopædia Britannica